# Мирковац (Козарска Дубица)
Мирковац је насељено мјесто у општини Козарска Дубица, Република Српска, БиХ. Према попису становништва из 2013. у насељу је живјело 217 становника.

## Становништво
Према попису становништва из 1991. године, мјесто је имало 328 становника.
| Демографија | Демографија | Демографија |
| Година      | Становника  | Становника  |
| ----------- | ----------- | ----------- |
| 1948.       | 504         |             |
| 1953.       | 465         |             |
| 1961.       | 502         |             |
| 1971.       | 430         |             |
| 1981.       | 407         |             |
| 1991.       | 328         |             |
| 2013.       | 217         |             |

## Знамените личности
- Милош Шиљеговић, генерал-мајор Југословенске народне армије
- Бошко Шиљеговић, народни херој Југославије